# Ladiver Sámuel
Ladiver Sámuel (17. század) ágostai evangélikus gimnáziumi tanár.

## Élete
A wittenbergi egyetemen tanult, hova 1668. január 8-án iratkozott be; zsolnai származású volt és valószínű, hogy az ottani idősebb Ladiver Illés fia és az ifjabb Ladiver Illés testvéröccse. 1668-ban az eperjesi gimnáziumhoz hívták meg tanárnak.

## Munkái
1. Dissertatio Moralis De Justitia Stratagematis In Comburandis Navibus Batavicis A Britannis Ante Biennium Instituti, quam, in ... Academia Wittebergensi, Pro Loco In Amplissima Academia Philosophica Benevole sibi Assignato, Praeses M. Jacobus Röser ... Illustris Gymnasii Epperiessensis ... Histor. Et Eloqvent. Prof. Ordin. Vocatus Respondente ... ad Diem XVII. Decembr. M.DC.LXVIII. Wittebergae.
2. Disputatio Theologica De Ecclesia. Catechismi Palatini Quaest. LIV. examinans, Quam in Alma Academia Witterbergensi, Sub Praesidio ... Johannis Meisneri ... publicio Eruditorum examini sistit. Uo. 1668.

Üdvözlő verseket írt: Applausus Votivus ... Witterbergae, 1668., Gallik, Andreas, Diascepsis Theologica ... Uo. 1668. Kochmeister, Samuel, Dissertatio Medica ... Uo. 1668., Murgaschius, Johannes, De Spiritu Sancto ... Uo. 1668., Schallackius, Johannes, Exercitatio Theologica ... Uo. 1668., Marci, Johannes, Disputatio Theologico-Philologica ... Uo. 1669., Pilarik. Stephanus. De Mirabili ... Uo. 1669., Esaias, Disputatio-Theologica ... Uo. 1670. c. munkákba.